# مهاجرت انسان‌های اولیه

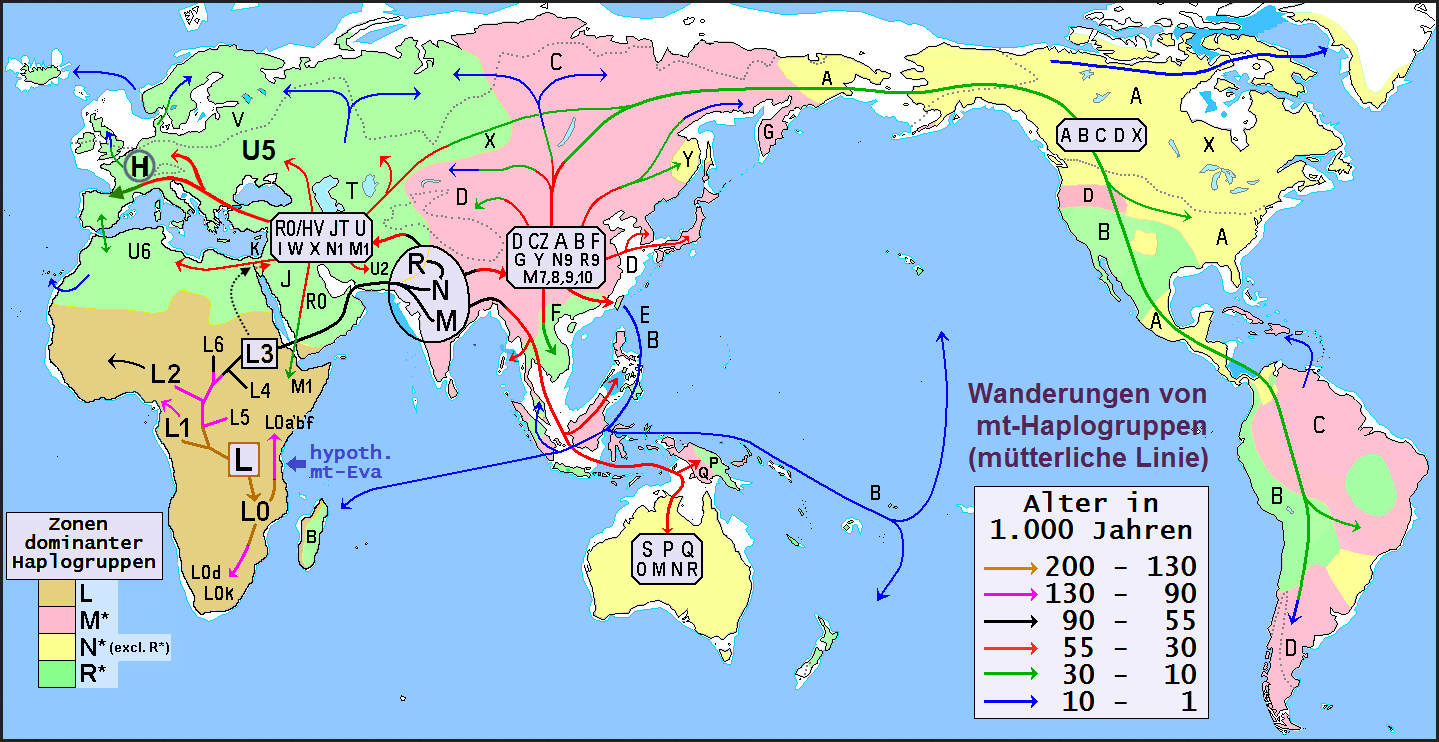
مهاجرت mt-Haplogruppen ها از آفریقا به اوراسیا

برای مهاجرت انسان نظریه‌های متفاوتی وجود دارد.

## خروج از آفریقا
کسی به درستی نمی‌داند که نخستین انسان هوموساپینس (یا انسان هوشمند)، که نیای انسان کنونی است، در چه زمان پا به عرصهٔ هستی نهاده‌است.
اما کُهن‌ترین (فسیل)های هوموساپینس، که در کشور اتیوپی یافت شده‌اند و اومو یک و اومو دو نام دارند، نزدیک به ۱۹۵ هزار سال برآورد شده‌است.

دانشمندان برآورد می‌کنند که انسان امروزی، نزدیک به ۶۰ هزار سال پیش، از موطن نخستین خود در آفریقا بیرون آمده‌است.
در این زمان گسترش صحرای آفریقا برای مدتی وا می‌ایستد و آب و هوای مرطوب تری، دست کم در بخش‌هایی از صحرای آفریقا به وجود می‌آید که پس از این فعل و انفعال، انسان برای مهاجرت از آن بهره می‌گیرد.

انسان‌ها به دنبال خوراک و شکار، کم‌کم از خاور آفریقا، به سوی شمال حرکت کردند و پا به خاور میانه نهادند.
دو نظریه دربارهٔ مسیر مهاجرت انسان به خاورمیانه هست.
- برخی بر این باور اند که انسان‌های مهاجر از شبه جزیرهٔ سینا وارد آسیا شده‌اند.

- نظر دیگری هست که بر پایهٔ آن، بشر از تنگهٔ باب‌المندب جایی که فاصلهٔ آفریقا و شبه جزیرهٔ عربستان به اندازهٔ کمینه می‌رسد، از موطن نخستین خود بیرون آمده‌است.

نکتهٔ شایان توجه این است که در آن زمان به علت عصر یخبندان و گرفتار شدن آب اقیانوس‌ها در یخچال‌های قطبی، سطح آب دریا پایین‌تر از امروز بوده‌است و از همین رو فاصلهٔ میان دو خشکی در محل تنگهٔ باب‌المندب، بسیار کم‌تر از امروز بوده‌است.
انسان از آنجا به مهاجرت خود ادامه می‌دهد به گونه‌ای که به فاصله چند هزار سال نخستین نمونه‌های انسان را در قاره اقیانوسیه می‌توان یافت.

## تسخیر قاره‌ها
دانشمندان امروزه بر این باورند که با وجود آن که زمانی انسان‌های راست‌قامت در چین زندگی می‌کردند مردمان کنونی چین مانند دیگر مردم جهان تنها دی.ان.ای.‌های هوموساپینس‌ها را به ارث برده‌اند.

هنگامی که نخستین انسان‌ها در حدود ۴۰ هزار سال پیش از طریق آسیای میانه وارد چین شدند حدود ۶۰ هزار سال از حیات آخرین هومو ارکتوس‌ها در آن نواحی می‌گذشت.

هرچند نمی‌توان با اطمینان علت انقراض هومو ارکتوس‌ها را توضیح داد، ولی نسل آن‌ها احتمالاً بر اثر تغییرات آب و هوایی در ۱۰۰ هزار سال پیش منقرض شده‌است.
آزمایش‌های ژنتیک انجام شده بر روی ۱۲ هزار چینی نیز اختلاط میان گونه‌ها را رد می‌نماید.

این آزمایش نشان داد که تنها اجداد چینی‌ها مانند انسان‌های امروزی هوموساپینس‌ها هستند.
نخستین انسان‌ها حدود ۳۰ هزار سال پیش، پس از گذشتن از تنگهٔ برینگ پا به قارهٔ آمریکا نهاده‌اند. تنگهٔ برینگ، سیبری در آسیا را از آلاسکا در قارهٔ آمریکا جدا می‌کند.

در آن زمان بر اثر یخ‌زدگی سطح اقیانوس در عصر یخبندان دو خشکی به هم متصل می‌شوند و شکارگران ساکن سیبری با گذر از این گذرگاه پا به قارهٔ نو نهاده و از آنجا در سراسر قارهٔ نو پخش شدند. دلیل‌های فراوانی بر تأیید این نظریه وجود دارد.
از جمله شباهت‌های ریخت جمجمه و آرواره‌های ساکنان ۳۰هزار سال پیش آمریکای شمالی و مردمان هم عصر آنان که در سیبری و شمال چین زندگی می‌کردند.
اروپا توسط انسان‌های مهاجرت کرده از خاورمیانه و آسیای میانه تسخیر گردید. این مهاجرت از ۴۵٬۰۰۰ سال پیش آغاز گردید و این مهاجرت و اسکان انسان هوموساپینس در قارهٔ اروپا طی ۱۵٬۰۰۰ سال تکمیل گردید.